# 西班牙王国 (1813年—1873年)
西班牙王国（西班牙語：Reino de España），指1813年约瑟夫·波拿巴被废黜，费尔南多七世复位，西班牙波旁王朝首次复辟，一直到阿玛迪奥一世退位，西班牙第一共和国建立的历史。这段时期爆发了卡洛斯战争。